# Żona wiejska
Żona wiejska (ang.: The Country Wife) – komedia Williama Wycherleya z 1671 roku.

## Okoliczności powstania komedii
Premiera Żony wiejskiej miała miejsce dwunastego stycznia (według kalendarza juliańskiego) 1674 roku w sali przy Lincoln's Inn Fields, wynajmowanej przez Trupę Królewską (The King's Men). Król wyasygnował na premierę subwencję w wysokości dziesięciu funtów. Rolę Hornera zagrał Charles Hart, Pinchwife'a – Michael Mohun, a lady Fidget – Mary Knepp. Sztuka odniosła natychmiastowy i trwały sukces. 

## Osoby
| Osoba                  | Jej rola w dramacie         |
| ---------------------- | --------------------------- |
| Pan Horner             |                             |
| Pan Harcourt           | kompan Hornera              |
| Pan Dorilant           | kompan Hornera              |
| Pan Pinchwife          |                             |
| Sir Jasper Fidget      |                             |
| Sparkish               |                             |
| Chłopiec               | do usługi                   |
| Cyrulik                | szarlatan                   |
| Pani Margery Pinchwife |                             |
| Alithea                | siostra Pinchwife'a         |
| Lady Fidget            |                             |
| Pani Dainy Fidget      | siostra sir Jaspera Fidgeta |
| Pani Squeamish         |                             |
| Stara pani Squeamish   |                             |
| Lucy                   | pokojowa Alithei            |

## Treść

### Akt I
Horner, znany w Londynie kobieciarz, rozgłasza przez swojego cyrulika, że po powrocie z Francji i przebytej tam chorobie, stracił zainteresowanie płcią piękną. Chce w ten sposób zyskać nowe miejsca do łowów i pozbyć się dotychczasowych wierzycielek. Jakoż pan Fidget, wielce ucieszony jego przypadłością zostawia mu swą żonę pod opieką bez żadnych zahamowań. Horner nie dopuszcza do sekretu nawet swych kompanów: Harcourta i Dorilanta. U Hornera zjawia się też świeżo ożeniony towarzysz hulanek, Pinchwife, który, jak twierdzi, wziął sobie żonę głupią i brzydką, by mu nie przysporzyła rogów.

### Akt II
Pinchwife zniechęca swą ciekawą świata żonę do wszelkich rozrywek Londynu, co tylko podrażnia jej ciekawość. Sparkish przyprowadza Harcourta do domu Pinchwife'a, by mu pokazać swą narzeczoną, siostrę gospodarza. Chcąc okazać się wolnym od zazdrości, zmusza narzeczoną do poufnej rozmowy z przyjacielem. Harcourt zakochuje się z miejsca w Althei i próbuje ja uwieść. Gdy ta wyjawia to narzeczonemu, ten próbuje wyzwać przyjaciela na pojedynek. Ostatecznie Althea musi ratować Harcourta, a udobruchany Sparkish wysyła ją z przyjacielem do teatru. Fidgetowie i pani Squeamish próbują bezskutecznie spotkać się z panią Pinchwife. Zjawiają się Horner i Dorilant. Fidget usilnie zabiega, ku oburzeniu pań, by im Horner, jako niegroźny eunuch umilał popołudnia. Ostatecznie Horner zdradza swój sekret lady Fidget i uzyskuje jej wzajemność.

### Akt III
Skutkiem opowieści Pinchwife'a o obrzydliwych atrakcjach Londynu i mężczyźnie, który się w niej zakochał, pani Pinchwife chce bardzo wyjść na miasto. Pinchwife przebiera ją więc za mężczyznę i wychodzą. Althea wyznaje Sparkishowi, że Harcourt zalecał się do niej w teatrze, ten jednak nic sobie z tego nie robi. Przeciwnie zaleca narzeczonej, by pokochała jego przyjaciela przez wzgląd na niego. Harcourt nie umiejąc inaczej rozmówić się z Altheją, w zręczny, aluzyjny sposób wyznaje jej swą miłość, ośmieszając Sparkisha, ku oburzeniu Althei i zachwytowi jej narzeczonego. Horner rozpoznaje w rzekomym szwagrze Pinchwife'a, jego żonę i gdy mąż oddala się na chwilę uprowadza ją w ustronne miejsce, by jej coś podarować. Zjawia się Fidget, by przynaglić Hornera, swego eunucha, by zjawił się u oczekującej go lady Fidget.

### Akt IV
Sparkish przyprowadza w charakterze kapelana, który ma mu udzielić ślubu Harcourta, udającego swego brata bliźniaka. Alithea nie posaida się z oburzenia, Sparkish jednak bierze wszystko za dobrą monetę. Harcourt po raz kolejny wyznaje Alithei, ze pragnie ją poślubić, a przynajmniej odwlec ślub rywala. Pani Pinchwife wyznaje mężowi, że Horner na osobności ją wycałował, prosząc by brat przekazał nadobnej siostrze te pocałunki i zawiadomienie o przyszłej schadzce. Pinchwife zmusza żonę do napisania obrażającego Hornera listu. Gdy oddala się po lak do jego zapieczętowania, jego żona pisze drugi, życzliwy Hornerowi list i podkłada go mężowi. Lady Fidget nagabuje Hornera w jego mieszkaniu, gdzie zastaje ją jej mąż. Zrzuca wówczas winę na męża, że nie miała z kim iść po sprawunki i zamyka się w pokoju Hornera. Ten za zgodą męża udaje się za nią. Po czym ma miejsce aluzyjna scena z porcelaną podarowaną lady Fidget przez Hornera. Pinchwife przynosi Hornerowi list od swej żony. Po powrocie do domu zastaje żonę piszącą list miłosny do Hornera.

### Akt V
Pani Pinchwife zręcznie udaje, że list był pisany w imieniu jego siostry pragnącej poślubić Hornera. A następnie daje się zaprowadzić mężowi w przebraniu i masce, jako Alithea do Hornera. Pinchwife zostawiwszy żonę u Hornera powiadamia Sparkisha o zdradzie Althei. Alithea wszystkiemu zaprzecza. Oburzony i zazdrosny Sparkish wyrzeka się jej. Horner zmuszony jest ukryć panią Pinchwife przed nadchodzącymi w maskach paniami Fidget i panią Squeamish. Wspólna tajemnica o podstępie Hornera z racji na czeprane z niej przyjemności, nakazuje im milczenie. Horner ukrywa je w sąsiednim pokoju i próbuje się pozbyć pani Pinchwife z obawy przed nadchodzącym jej mężem. Pani Pinchwife, zakochana w Hornerze jest jednak gotowa porzucić męża i poślubić kochanka. Ukrywa więc ją ponownie. Pinchwife domaga się od Hornera przyznania, że przyprowadził mu Alitheę. Horner zmuszony by bronić honoru pani Pinchwife potwierdza. Harcourt chce go zabić. Pani Pinchwife wybiega z ukrycia, by go ratować. Teraz z kolei pan Pinchwife chce zabić Hornera. Wszyscy zebrani przekonują go, że Horner jest impotentem, z wyjątkiem jego żony, która ostatecznie ulega namowom i godzi się pozostać skromną wiejską żoną. Harcourt zostaje przyjęty przez Alitheę. I tylko Horner nie może nikogo poślubić. 

## Charakterystyka utworu
Źródłami utworu w stosunku do wątku Hornera jest Eunuch Terencjusza, a dla wątku pani Pinchwife i jej zazdrosnego męża Szkoła żon i Szkoła mężów Moliera. Przy intrydze Hornera warto zwrócić uwagę, że mimo charakterystycznej dla epoki Restauracji swobody w rozmowach dotyczących spraw łoża, dialog jest prowadzony lekko i dowcipnie. Scena z pokazywaniem porcelany w trzecuiej scenie trzeciego aktu uchodzi za klasyczną w literaturze angielskiej jako wzór zgrabnej aluzji.
Postać Hornera stanowi jeszcze jedno wcielenie, charakterystycznego dla komedii tego okresu, dowcipnego kawalera, który najwyżej ceni u kobiet dowcip. Jego stosunek do ukochanej przyjaciela, Alithei, jest pełen galanterii. Jest natomiast bezlitosny dla kobiet, które z zapewnień o swej cnocie czynią tarczę dla miłosnych podbojów, a dla ich mężów staje się młotem sprawiedliwości, dając im to na co zasłużyli przez swą rozpustę, niewierność, głupotę, tyranię i zazdrość.
Wśród pozytywnych bohaterów komedii wyróżnia się Harcourt, który odnosi tryumf w staraniach o rękę Alithei nad fircykowatym Sparkishem. Kontrast między obydwoma bohaterami dobrze ukazuje zarówno ideał kawalera, jak i surowość, z jaką spotyka się jego nieudolne naśladowanie. Wszyscy wybitniejsi komediopisarze epoki głoszą, że bez dowcipu (wit) i sztuki życia (manners), propagowany przez nich wzorzec przeradza się w swoje przeciwieństwo: fircykowatość, opilstwo i rozpustę.
Wątek Pinchwife'a i jego żony Margery służy Wyrcheleyowi do podjęcia obrony małżeństwa z miłości oraz pozycji i praw kobiety. System Pinchwife'a że nieuczoność przystoi dobrym żonom i giemajnom, przynosi mu całkiem zasłużoną parę rogów. Natomiast żyjąca swobodnie Alithea zawiera związek oparty na intelektualnej równości, miłości i przywiązaniu, które gwarantują trwałość i uczciwość małżeństwa. Zupełnie inną filozofię wyznaje służąca Alithei, Lucy, która uważa, że warto iść za mąż za durnia i pod zasłoną małżeństwa używać ile wlezie. Jej pani, a za nią i autor, nie podzielają jednak tego poglądu. 